# Calypsoeae
Calypsoeae is een tribus (geslachtengroep) van de Epidendroideae, een onderfamilie van de orchideeënfamilie (Orchidaceae).
Calypsoeae zijn overwegend kleine planten voorzien van pseudobulben. De bloemen bezitten een complex gynostemium met een helmknop met een viscidium en vier pollinia, verbonden door een zuiltje.
Calypsoeae zijn voornamelijk orchideeën uit gematigde streken van Europa, Azië en Amerika. Twee geslachten komen in Europa voor: Corallorhiza en Calypso,

## Taxonomie
Net als bij enkele andere Epidendroideae-groepen is de juiste indeling van de Calypsoeae nog zeer omstreden. De volgende indeling met negen geslachten is gebaseerd op Van den Berg et al. in 2005:
Geslachten:
Aplectrum  - Calypso  - Changnienia  - Corallorhiza  - Cremastra  - Dactylostalix  - (Didiciea)  - Ephippianthus  - Govenia  - Oreorchis  - Tipularia  - Yoania  - Wullschlaegelia